# Філіальна церква

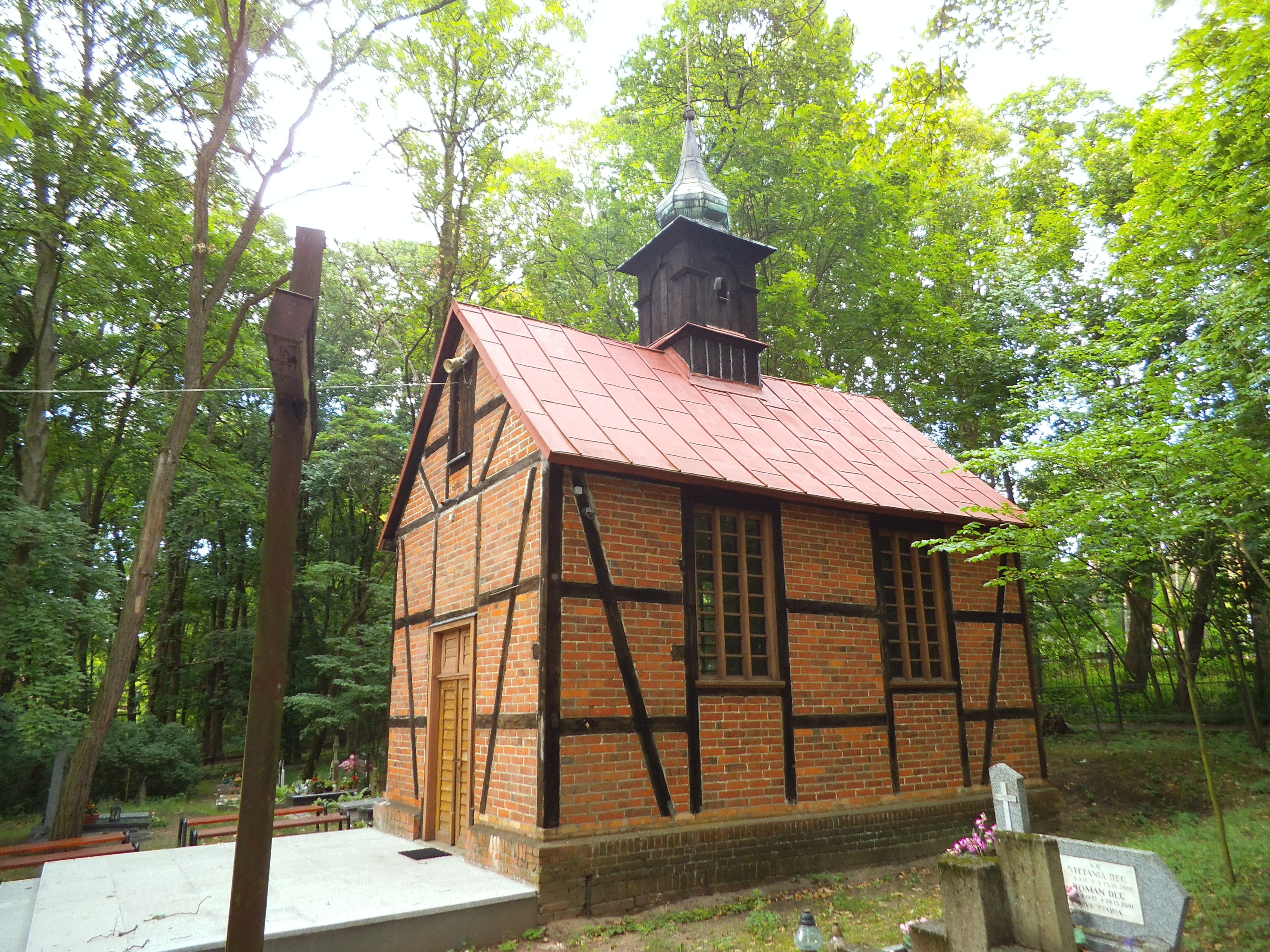
Каплиця святої Варвари в Торуні, Польща, філіальна церква парафії святого Антона в Торуні.

Філіальна церква в римо-католицтві — це церква, що входить до складу певної парафії, але не є її головною церквою (тзв. парафіяльною церквою).
Зазвичай такі церкви містяться в невеликих місцевостях, віддалених від парафіяльної церкви значною відстанню. В них не відправлять щоденних служб та більшості великих урочистостей. На недільні служби приїжджають священники з материнської парафії. Через це функції та будівлі філіальних церков зазвичай є меншими, ніж у парафіяльних. Існування філіальних церков зумовлене зручністю для мешканців місцевості, які не повинні регулярно долати далекий шлях до головної церкви парафії..